# バーバラ・コルビー
バーバラ・コルビー（Barbara Colby,  1939年7月2日 - 1975年7月24日）は、アメリカ合衆国の女優である。

## 来歴
1939年、ニューヨーク州ニューヨーク市に生まれる。舞台女優としてキャリアをスタートさせ、1964年に舞台『The Devils』でブロードウェイデビューを果たした。しばらくして活動の場をニューヨークからロサンゼルスへ移して1967年に映画『The Tiger Makes Out』でデビュー。その後はテレビドラマから映画、舞台と幅広く活躍し、1971年には若き日のスティーヴン・スピルバーグが監督したピーター・フォーク主演のサスペンスドラマシリーズ『刑事コロンボ』の1エピソードへも出演。ゲスト犯人役のジャック・キャシディを脅迫する雑貨店の女店主を演じている。

### 銃撃事件
当時シットコム『Phyllis』へ出演中だったコルビーは、ロサンゼルス近郊のヴェニスで演劇講師をしていたが、1975年7月24日に同僚と駐車場へ向かっている際に2人組の男たちから銃撃され死亡した。尚、その際に一緒に歩いていた同僚もその後死亡したが、警察が駆け付けた時はまだ息があり、犯人2人に関しての面識はないと証言。警察の捜査も甲斐なく、現在においても犯人は特定されていない。

## 出演作品

### 映画
- The Tiger Makes Out (1967)
- Petulia (1968)
- Look Homeward, Angel (1972) ※テレビ映画
- A Brand New Life (1973) ※テレビ映画
- Judgment: The Trial of Julius and Ethel Rosenberg (1974) ※テレビ映画
- Memory of Us (1974)
- ジャックポッド California Split (1974)
- ブルージーンズジャーニー Rafferty and the Gold Dust Twins (1975)

### テレビドラマ
- N.Y.P.D. (1969)
- 刑事コロンボ『構想の死角』 Columbo (1971)
- おかしな二人 The Odd Couple (1971)
- FBIアメリカ連邦警察 The F.B.I. (1973)
- 署長マクミラン McMillan & Wife (1973)
- Medical Center (1974)
- Kung Fu (1974)
- ガンスモーク Gunsmoke (1974)
- Mary Tyler Moore (1974, 1975)
- Phyllis (1975)